# Trzy razy ja
Trzy razy ja (ang. Me, Myself & I) – amerykański serial telewizyjny (komedia) wyprodukowany przez Kapital Entertainment oraz Warner Bros. Television, którego twórcą jest Dan Kopelman. Serial był emitowany od 25 września 2017 roku do 30 października 2017 roku przez CBS.

13 maja 2018 roku, stacja CBS ogłosiła zakończenie produkcji serialu po jednym sezonie.
W Polsce serial jest emitowany od 7 kwietnia 2018 roku przez Comedy Central Family

## Fabuła
Serial skupia się na trzech różnych etapach życia Alexa Riley: jako 14 latka, 40 latka i obecnie 65 latka.

## Obsada
- Bobby Moynihan jako 40 letni Alex Riley[3]
- Jack Dylan Grazer jako 14 letni Alex Riley
- John Larroquette jako 65 letni  Alex Riley[4]
- Brian Unger jako Ron[5]
- Jaleel White jako  Darryl[6]
- Kelen Coleman jako  Abby[7]
- Skylar Gray jako młoda Abby
- Christopher Paul Richards jako Justin[8]
- Mandell Maughan jako Maggie[4]
- Reylynn Caster jako Nori Sterling[1]
- Sharon Lawrence jako stara Nori Sterling[9]
- Ella Thomas jako Jasmine

## Odcinki
| Sezon | Odcinki | Oryginalna emisja w CBS | Oryginalna emisja w CBS | Oryginalna emisja w Comedy Central Family | Oryginalna emisja w Comedy Central Family | Oryginalna emisja w Comedy Central Family |
| Sezon | Odcinki | Premiera sezonu         | Finał sezonu            | Premiera sezonu                           | Finał sezonu                              |                                           |
| ----- | ------- | ----------------------- | ----------------------- | ----------------------------------------- | ----------------------------------------- | ----------------------------------------- |
| 1     | 13      | 25 września 2017        | 21 lipca 2018           | 7 kwietnia 2018                           | 13 maja 2018                              |                                           |

### Sezon 1 (2017-2018)
| Nr | Tytuł          | Reżyseria        | Scenariusz                                                         | Premiera w CBS       | Premiera w Comedy Central Family |
| -- | -------------- | ---------------- | ------------------------------------------------------------------ | -------------------- | -------------------------------- |
| 1  | Pilot          | Randall Einhorn  | Dan Kopelman                                                       | 25 września 2017     | 7 kwietnia 2018                  |
| 2  | The First Step | Todd Holland     | Dan Kopelman                                                       | 2 października 2017  | 7 kwietnia 2018                  |
| 3  | The Card       | Todd Holland     | Joe Port, Joe Wiseman                                              | 9 października 2017  | 8 kwietnia 2018                  |
| 4  | Star Wars      | John Fortenberry | Bob Kushell                                                        | 16 października 2017 | 14 kwietnia 2018                 |
| 5  | Family Tree    | Matt Sohn        | Craig Gerard, Matthew Zinman                                       | 23 października 2017 | 15 kwietnia 2018                 |
| 6  | New Job        | Jim Hensz        | Lauren Pomerantz                                                   | 30 października 2017 | 21 kwietnia 2018                 |
| 7  | Field Trip     | Steve Pink       | Richard Manus                                                      | 7 lipca 2018         | 22 kwietnia 2018                 |
| 8  | Home Alone     | Matt Sohn        | Ben Joseph                                                         | 7 lipca 2018         | 28 kwietnia 2018                 |
| 9  | Thanksgiving   | Steven Tsuchida  | Susanna Wolff                                                      | 14 lipca 2018        | 29 kwietnia 2018                 |
| 10 | Video Games    | Steve Pink       | Joe Port, Joe Wiseman                                              | 14 lipca 2018        | 5 maja 2018                      |
| 11 | Phil Ricozzi   | Alex Reid        | Bob Kushell                                                        | 21 lipca 2018        | 6 maja 2018                      |
| 12 | The Breakup    | John Fortenberry | Craig Gerard, Matthew Zinman                                       | 21 lipca 2018        | 12 maja 2018                     |
| 13 | There She Goes | Bill Purple      | Ben Joseph, Susanna Wolff, Richard Brandon Manus, Lauren Pomerantz | 21 lipca 2018        | 13 maja 2018                     |

## Produkcja
W lutym 2017 roku, poinformowano, że rolę Rona i Abby otrzymali: Brian Unger oraz Kelen Coleman.
W kolejnym miesiącu do obsady dołączyli: Bobby Moynihan, John Larroquette, Mandell Maughan, Sharon Lawrence, Christopher Paul Richards oraz Jaleel White.
5 maja 2017 roku stacja CBS zamówiła serial na sezon telewizyjny 2017/2018.